# بيسكامجا
بيسكامجا (بالروسية: Бискамжа) هي بلدة من النمط المدني في جمهورية خقاسيا في روسيا.
يبلغ عدد سكانها حوالي 1957 نسمة (تعداد 14 أكتوبر 2010).